# Herľany
Herľany (bis 1927 slowakisch „Herlany“; deutsch zuerst Herlein, später Bad Rank und Rank-Herlein, ungarisch Ránkfüred – älter auch Herlány) ist eine Gemeinde in der Ostslowakei. Sie liegt am Fuße des Slanské-vrchy-Gebirges, etwa 28 km nordöstlich von Košice entfernt.
Der Ort wurde 1487 erstmals schriftlich als Haryan erwähnt. Sie ist für den – neben dem nur schwach tätigen Sivá Brada bei Spišské Podhradie – einzigen Kaltwassergeysir in der Slowakei bekannt.
Zur Gemeinde zählt auch der 1964 eingemeindete Ort Žírovce.

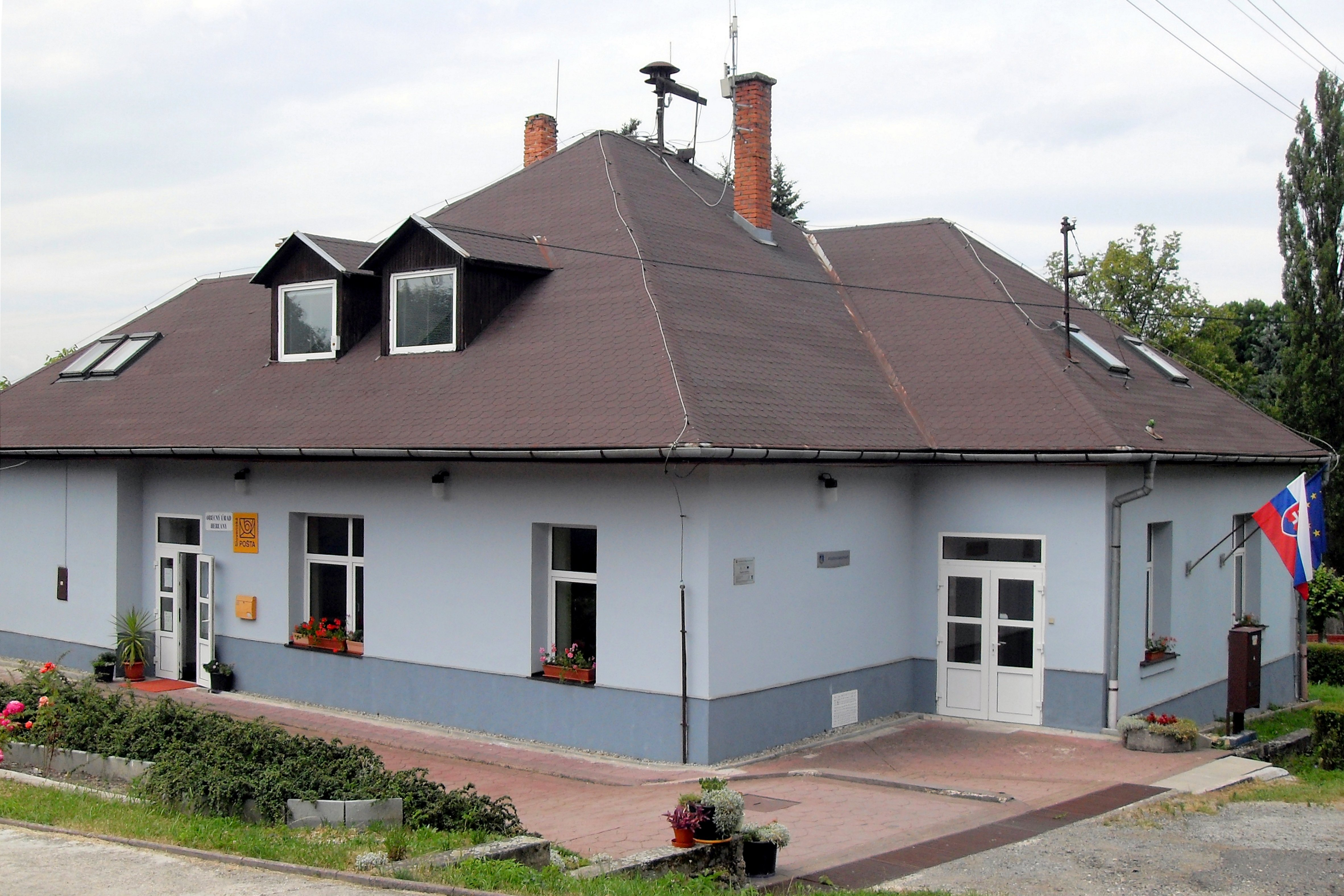
Gemeindeverwaltung und Post in Herľany

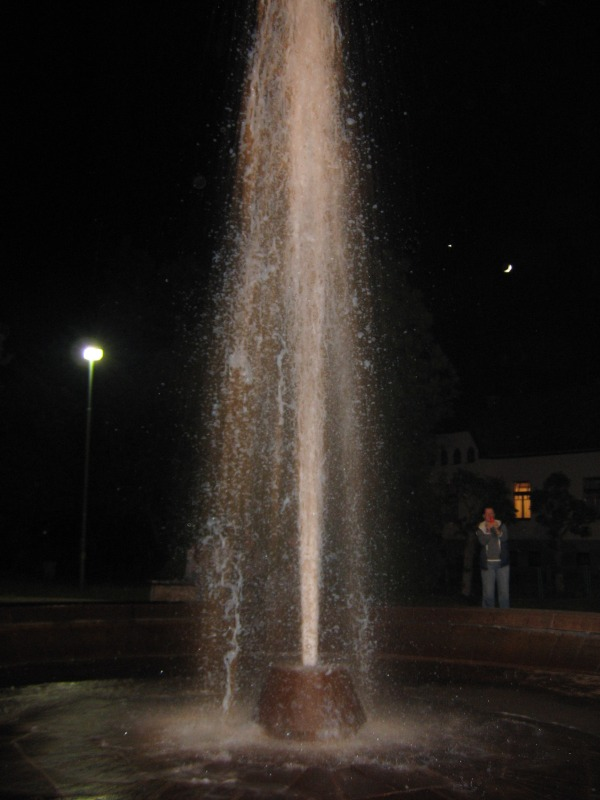
Der Kaltwassergeysir von Herľany

## Bevölkerung
| Jahr                | 1994 | 2004    | 2014    | 2024    |
| ------------------- | ---- | ------- | ------- | ------- |
| Anzahl der Personen | 292  | 287     | 285     | 286     |
| Unterschied         |      | −1,71 % | −0,69 % | +0,35 % |

| Jahr                | 2023 | 2024    |
| ------------------- | ---- | ------- |
| Anzahl der Personen | 276  | 286     |
| Unterschied         |      | +3,62 % |